# سرگئی سلیانف
سرگئی میخائیلویچ سلیانف (روسی: Серге́й Миха́йлович Селья́нов؛ زادهٔ ۱۹۵۵ میلادی) یک کارگردان فیلم، فیلم‌نامه‌نویس و تهیه‌کننده فیلم اهل روسیه و یکی از بنیان‌گذاران استودیویی انیمیشن ملنیتسا است.
او دانش‌آموختهٔ «مؤسسهٔ سینمایی گراسیموف» است. در ۲۲ آوریل ۲۰۰۴، او به عنوان بخشی از پروژه سخنرانی‌های عمومی "Polit.ru" (سخنرانی پنجم) سخنرانی آزاد "افسانه‌ها، توطئه‌ها و سناریوهای روسیه مدرن" ارائه داد. در مارس ۲۰۱۳، در مجله فوربس، او قاطعانه علیه لوایح دومای دولتی صحبت کرد، که طبق آن پیشنهاد شده است مزایای مالیات بر ارزش افزوده بر درآمد حاصل از توزیع فیلم‌های خارجی در سینماهای روسیه لغو شود و سهمیه ۲۰٪ برای توزیع فیلم‌های ساخت روسیه تعیین شود. به گفته تهیه‌کننده، این قوانین، در صورت تصویب، «منجر به انزوای فرهنگی کشور، افزایش قیمت بلیط و تعطیلی سینماها خواهد شد».
از فیلم‌ها یا مجموعه‌های تلویزیونی که وی در آن‌ها نقش داشته است می‌توان به لونتیک اشاره نمود.